# Giáo hoàng Gioan XXIII
Thánh Giáo hoàng Gioan XXIII (Tiếng Latinh: Ioannes PP. XXIII; tiếng Ý: Giovanni XXIII, tên khai sinh: Angelo Giuseppe Roncalli, 25 tháng 11 năm 1881 – 3 tháng 6 năm 1963) là vị Giáo hoàng thứ 261 của Giáo hội Công giáo Rôma. Theo niên giám Tòa Thánh năm 2003 xác định ngày đắc cử Giáo hoàng là ngày 28 tháng 10 năm 1958, đăng quang ngày 8 tháng 11 và kết thúc triều đại của mình vào ngày 3 tháng 6 năm 1963.
Ông là người đã triệu tập Công đồng Vatican II (1962 - 1965) nhưng không thể sống tiếp để hoàn tất nó khi qua đời ngày 3 tháng 6 năm 1963. Ông cùng với Giáo hoàng Piô IX được phong chân phước vào ngày 3 tháng 9 năm 2000 bởi Giáo hoàng Gioan Phaolô II. Ông đã được tuyên phong hiển Thánh cùng với Chân phước Giáo hoàng Gioan Phaolô II vào ngày 27 tháng 4 năm 2014 bởi Giáo hoàng Phanxicô .
Người ta thường gọi ông là "Đức Giáo hoàng Gioan Nhân hậu", và ông cũng là con cái của Thánh Phanxicô , khi ông gia nhập Dòng Ba lúc còn là một chủng sinh. Vị Giáo hoàng khiêm tốn này thường bắt chước lời của ông Giuse ở Ai Cập (Cựu ước) chào hỏi các thành viên của Dòng Ba Phanxicô: "Tôi là Giuse, người anh em của quý vị."

## Trước khi thành giáo hoàng

### Gia đình
Giáo hoàng Gioan XXIII tên thật là Angelo Giuseppe Roncalli sinh ngày 25 tháng 11 năm 1881 trong một gia đình nông dân ở Sotto il Monte thuộc miền bắc nước Ý, là con thứ tư trong gia đình có tất cả 14 người con.
Ngài đã từng tâm sự:
| “                        | Nghèo thế, nhưng mỗi khi có người hành khất đến trước cửa bếp, dù trong bếp đã có đến 20 đứa trẻ háu ăn đang chờ dĩa xúp, bao giờ mẹ tôi cũng tìm được chỗ cho ông hành khất và mau mắn mời người lạ đến ngồi gần. | ” |
| — Giáo hoàng Gioan XXIII | |   |

### Dự tu
Angelo có ước nguyện đi tu từ rất sớm. Ngày rước lễ lần đầu, ông đã tỏ với mẹ ước muốn làm linh mục. Sau đó, ông được giao phó cho một cha xứ để học tiếng Latin và chuẩn bị vào chủng viện. Sau thời gian đi tu ông được nhận vào chủng viện Bergame và chịu chức linh mục ngày 10 tháng 8 năm 1904.

### Linh mục
Năm sau ông đỗ bằng tiến sĩ thần học và làm thư ký cho Giám mục địa phận Bergame đến năm 1914 (trong gần 10 năm) cùng với ông đấu tranh cho quyền lợi của công nhân ở Renica. Thời này ông chứng kiến vụ án Duy Tân thuyết, và đưa ra nhận định: "Đúng là chúng ta cần nói sự thật, tất cả sự thật, nhưng tôi không hiểu vì sao lại phải hòa sự thật với sấm sét nhọn sắc của núi Sinai, thay vì sư thanh thản của Chúa Giêsu bên bờ hổ hay trên sườn núi".
Chính Roncalli cũng bị nghi ngờ vì có thư từ với những linh mục bị theo dõi. Sau này khi đã 78 tuổi, ông đọc lại, bổ túc thêm "hồ sơ" và chia sẻ: "Anh em thấy không, một linh mục bị theo dõi, cũng làm được Giáo hoàng cơ đấy". Ông là một người rất ham hoạt động, ngoài công việc cho Giám mục, ông còn làm giáo sư đại chủng viện và điều khiển phong trào Công giáo tiến hành.
Tháng 4 năm 1915, nước Ý tuyên chiến với đế quốc Đức trong Chiến tranh thế giới thứ nhất, linh mục Roncalli được chọn làm tuyên úy quân đội. Theo ông, Chiến tranh đã cho tôi một dịp để đến gần các tâm hồn hơn, và để tìm ra những con đường tốt nhất đi vào lòng người. Qua kinh nghiệm này, tôi trở nên tốt hơn, sẵn sàng hơn để cảm thương lỗi lầm của kẻ khác, biết quên mình đi và quên cả những gì có thể tạo danh giá hay vinh dự cho mình ở đời này.
Ông hết sức tận tâm lo phần hồn cho các binh sĩ. Sau Chiến tranh thế giới thứ nhất, ông được bổ nhiệm làm linh mục của đại chủng viện Bergame. Ông đã hoạt động không ngừng để tổ chức phong trào Công giáo tiến hành.
Vào năm 1920, Giáo hoàng Biển Đức XV gọi ông về làm việc ở Thánh bộ Truyền giáo. Vậy là từ năm 1920 – 1925, ông là thành viên Thánh bộ Truyền giáo của Giáo triều Rôma, chủ tịch hội truyền bá đức tin ở Rôma, Ý. Ông đi khắp nơi vận động cho công cuộc truyền giáo.

### Tổng Giám mục
Năm 1925, ông được tấn phong làm tổng Giám mục hiệu tòa Roncalli và 29 năm đầy khó khăn trong công việc ngoại giao của Tòa Thánh. Ông làm đại diện Tòa Thánh tại Bulgaria (1% Công giáo), Hy Lạp (0,8%) và Thổ Nhĩ Kỳ (0,66%). 
"Tôi xuất thân từ giới bình dân. Cha mẹ tôi là người nghèo. Chúa đã đưa tôi ra khỏi xóm làng quê hương, cho tôi chung đường và kề vai sát cánh với những người có tín ngưỡng khác nhau. Bây giờ cũng vậy, tôi không quan tâm đến những gì gây chia rẽ mà chỉ quan tâm đến những gì gây tình đoàn kết. Xin anh chị em hãy coi tôi như một tôi tớ Chúa" (Ngày nhận chức thượng phụ Venezia).
"Bất luận tôi đi đâu, nếu ban đêm có người nào lỡ đường trước cửa nhà tôi, sẽ thấy cửa sổ tôi luôn có ngọn đèn sáng. Xin đừng ngại, hãy gõ cửa đi. Tôi sẽ không hỏi anh em là Công giáo hay không ? Chỉ xin người anh em cứ vào, sẽ có đôi tay thân ái đón tiếp và tấm lòng bạn hữu nồng hậu chào mời".

### Đại diện Tòa thánh ở Bulgaria
Năm 1925, Giáo hoàng Piô XI trao cho ông một trách nhiệm mới: làm đại diện Tòa Thánh ở Bulgaria. Đó là một nhiệm vụ cực kỳ khó khăn, vì đã hơn 1000 năm này giữa Rôma và Bulgaria không có liên lạc.
Tháng 3 năm 1925, Rocalli được phong Giám mục và lên đường đi Bulgaria. Trong thời gian làm đại diện Tòa thánh, ông không lùi bước trước một sự khó khăn nào. Ông thăm viếng tận những nơi hẻo lánh và khó khăn nhất. Ông đem hết tâm trí để đặt nền móng cho Giáo hội Bulgaria và liên lạc với những anh em Chính Thống giáo để đưa họ về Giáo hội Công giáo.

### Tại Thổ Nhĩ Kỳ và Hy Lạp
Sau đó, ông được chọn làm khâm sứ Tòa Thánh ở Thổ Nhĩ Kỳ và Hy Lạp. Tình hình ở Thổ Nhĩ Kỳ rất căng thẳng, chính quyền ở đây tỏ ra thái độ chống Giáo hội Công giáo. Vì thế lúc đầu Roncalli phải hoạt động rất kín đáo.
Nhưng dần dần nhờ cách đối xử của ông, chính phủ Ankara đã nể ông, tuy tinh thần bài tôn giáo vẫn còn mãnh liệt. Trong thời kỳ Chiến tranh thế giới thứ hai, Giám mục Roncalli ở trong một tình trạng khó xử: phe nào cũng muốn ông lên án đối thủ. Nhưng ông luôn trung thành với sứ mạng thiêng liêng của ông. Ngoài ra, ông vận động tòa thánh để viện trợ cho hàng vạn trẻ Hy Lạp chết vì thiếu ăn. Ông còn đi từ trại giam này đến trại giam khác để an ủi tù binh và tổ chức đưa tin tức cho gia đình họ.

### Sứ thần Tòa Thánh tại Paris
Tháng 12 tháng 1944, ông được Giáo hoàng Piô XII chọn làm Sứ thần Tòa Thánh tại Paris trong thời gian từ năm 1944 – 1953. Đây thời điểm Charles de Gaulle muốn đổ lỗi cho hàng giáo phẩm Pháp trong thời kỳ kháng chiến và đòi 20 Giám mục Pháp phải từ chức. Đây là thời gian được gọi là "Mùa xuân thần học". Tình thế càng khúc mắc, vị đại diện Tòa Thánh lại càng đơn giản hóa. Đối với hết mọi người, ông luôn đơn sơ dịu hiền.
André Latreille đại diện phía Pháp nhận định khi gặp gỡ Roncalli:
"Khi ông biết tôi có 10 đứa con, ông liền quan tâm và coi tôi là một người nghiêm túc... Nhờ tính lạc quan, chắc nịch, sáng suốt, khéo léo và nhẫn nại, ông đã góp một phần lớn trong việc tái lập lại ngoại giao mà sáu tháng trước đây khó mà tiên liệu được".
Vị Giám mục chia sẻ: "Tôi cứ bình thản, làm xong một việc rồi làm một việc kế tiếp. Tôi hoạt động, nói, yên lặng và nhẫn nại chờ đợi, và luôn làm sáng tỏa tinh thần trong sáng, hiền hòa và vui tươi trước những gì diễn ra trước mắt tôi... Không biết do hiện tượng nào, có lẽ 20 năm sống ở Đông phương đã giúp tôi nhanh lẹ hơn, tinh tường hơn trước những mưu chước của phương Tây".
Ông rất ít tuyên bố lập trường, nhưng thích thú đặc biệt trong việc gặp gỡ các giới trí thức cũng như bình dân để lắng nghe và học hỏi.

### Thượng phụ giáo chủ Venezia
Năm 1953, ông được tấn phong Thượng phụ giáo chủ Venezia. "Đời Giám mục mà cứ phải ngổi bàn giấy và làm ngoại giao thì tội nghiệp quá". "Tôi bắt đầu sứ vụ trực tiếp vào tuổi mà người khác kết thúc hoạt động của mình" (72 tuổi). "Từ nay tôi nghèo hơn trước, một vị hồng y nghèo lo giúp người nghèo... Tôi thấy mình như một bà mẹ nghèo, phải nuôi một đoàn con đông đảo".
Và từ sáng sớm ông đã tản bộ trên đường phố còn trống vắng, ghé thăm dân lao động: anh bán tranh, anh hầu bàn quán cà phê, bắt tay người gác cửa khách sạn, hỏi han bà bán rau và cô hàng hoa. Còn buổi tối, ông xuống bến đò nói chuyện với dân chài Gondola.

## Giáo hoàng

### Mật nghị Hồng y
Trước cuộc bầu Giáo hoàng vào năm 1958, ai cũng để ý tới tên tuổi của vị Tổng Giám mục Giovanni Battista Montini thuộc thành Milan, dù lúc đó ông vẫn chưa phải là một hồng y. Ông là nhân vật lừng lẫy và tài danh và ai cũng đoán là ông này sẽ là Giáo hoàng.
Thế nhưng khi 51 vị hồng y vào phòng họp bầu, sau 4 ngày, các vị đã chọn hồng y thượng phụ giáo chủ thành Venezia là Angelo Roncalli.
Ngày 28 tháng 10 năm 1958, Hồng y Angelo Roncalli đã trở thành vị Giáo hoàng thứ 261 của Giáo hội Công giáo. Sau cuộc bầu các nhà phân tích nhận định rằng: các hồng y đã chọn một nhân vật tuổi có vẻ cao (77 tuổi) vì hy vọng một triều đại Giáo hoàng ngắn ngủi chuyển tiếp mà thôi.
Ngày 28 tháng 10 năm 1958, vị Giáo hoàng mới đăng quang chào đón giáo dân từ bao lơn cửa sổ nhìn xuống Quảng trường Thánh Phêrô. Xuất thân từ một gia đình nông dân thánh thiện và đạo đức, với nét mặt phúc hậu, dễ mến, Angelo Giuseppe Roncalli đang mỉm cười và nói một cách tự nhiên: 
Tôi được gọi là Gioan!.
Đã 78 tuổi đời, tất cả mọi người đều cho rằng ông là đấng chuyển tiếp, giữ ngôi vị trong một thời gian ngắn chờ đợi cuộc họp mới để bầu lại Giáo hoàng cho nhiệm kỳ tới. Thế nhưng chính ông lại nói "78 tuổi mới làm giáo chủ thì chắc chả có gì lớn, rồi ngẫm nghĩ một lát ông tiếp, nhưng tin tưởng vào Chúa thì không việc gì phải ngại".

### Ra khỏi Vatican
Việc đầu tiên ông làm là ngày 15 tháng 12 năm 1958, ông đã cùng một lúc tấn phong 23 vị hồng y đưa tổng số hồng y lên 75 vị vượt con số truyền thống là 70 vị như Giáo hoàng Sixtus đã ấn định năm 1586.
Nhiều người nghĩ ông chỉ là Giáo hoàng chuyển tiếp, nhưng ngay sau đó người ta đã thấy nơi ông một nhân cách độc đáo của ông, khi ông bỏ cung điện không báo trước sang bệnh viện nhi đồng thăm các cháu thiếu nhi và vào trại giam thăm tù nhân.
Ngày 26 tháng 12 năm 1958, vị lãnh đạo tối cao của Giáo hội Công giáo tới thăm các tù nhân của nhà tù Ara Colei. Ông nói: 
"Phải luôn luôn tôn trọng phẩm cách của người sống xung quanh mình, từ kẻ cao sang nhất đến người hèn mạn nhất".
Người ta tính rằng, Giáo hoàng Gioan XXIII đã ra khỏi điện Vatican tới hơn 100 lần để viếng các lao xá, bệnh viện, thánh đường, nhà mồ côi và trường học. Đây quả là một sự đoạn tuyệt đối với thói quen từ thời Giáo hoàng Piô IX, là các Giáo hoàng không ra khỏi nước Tòa Thánh trừ những dịp đặc biệt hoặc để đi nghỉ mát ở Castel Gandolfo.
Giáo hoàng Gioan XXIII không muốn chịu tù túng trong đất Tòa thánh: ông muốn tiếp xúc với quần chúng, muốn có dịp cảm thông với mọi người. Ông đi hành hương Loretto, Assisi,...
Tại Assisi, ông đã tới viếng mộ thánh Phanxico khó nghèo. Dân lao động có thể bao vây quanh ông để nói chuyện, thanh niên du đãng tại các trại cải huấn thì hoan hô ầm trời khi Gioan đến thăm và tặng quà.
Linh mục Casalis nhận xét:
| “                  | Chưa có ai trong chức vụ giáo chủ mà ung dung đến thế. Người ta yêu mến vị giáo chủ đã làm cho nội dung Tin Mừng của đạo, bấy lâu nay được bao bọc trong bầu khí tôn nghiêm đền thánh, bổng trở nên hồn nhiên và hiện thực. Vì xét cho cùng, đó cũng là cung cách của Đức Giêsu tìm đến với mọi người, Đức Giêsu của hoa đồng cỏ nội, của thiếu nhi và người nghèo, của Thập giá và Nước Trời... | ” |
| — Linh mục Casalis | |   |

Trong một bài báo quan trọng, Robert T. Elson của tờ Life viết:
| “                 | ...Đứng trước Người, ai ai cũng cảm thông được nhân cách của Người. Nhân cách đó là đức tính khiêm tốn và bao dung, phản ánh cả một nếp sinh hoạt nội tâm phong phú và sâu xa. Một ông lão mang một tình thương nhân loại, một tình thương thắm thiết, một vị Giáo hoàng có một tình phụ huynh nồng nàn mà ai nấy đều kính yêu khi được trò chuyện cùng người... | ” |
| — Robert T. Elson | |   |

## Công đồng Vatican
Dưới triều đại Giáo hoàng Gioan XXIII, một biến cố rất lớn và có tầm ảnh hưởng quan trọng trong lịch sử Giáo hội đã xảy ra, đó là ông triệu tập Cộng đồng Vatican II đưa Giáo hội nhập cuộc vào thế giới tân tiến của thời đại ngày nay.
Qua tông sắc "Humanae Salutis", ông triệu tập Công đồng Chung XXI, quen gọi là Cộng đồng Vatican II (khai mạc ngày 11 tháng 10 năm 1962). Cộng đồng nghiên cứu về mọi mặt của Giáo hội: đời sống phụng vụ, các mối quan hệ xã hội, Giáo hội và thế giới hiện đại, Giáo hội Công giáo và phong trào đại kết.

### Chuẩn bị công đồng
Ngày 25 tháng 1 năm 1959, ông loan báo ý hướng của ông về việc triệu tập một công đồng đại kết để "cập nhật hóa" (aggiornamento) Giáo hội. Ông đã mời các quan sát viên ngoài Công giáo đến dự Công đồng và thành lập một ban thư ký cho việc hiệp nhất. "Chúng ta hãy hiệp nhất với nhau và hãy chấm dứt mọi bất hòa".
Sau một thời gian làm việc chuẩn bị khẩn trương, Công đồng đã mở năm 1962. Dù tin tức được phổ biến nhưng ít người nghĩ đây là một biến cố quan trọng. Nhưng Giáo hoàng muốn đây là lúc mở toang "các cửa sổ" của Giáo hội để nhận một luồng gió mát mới mẻ thổi vào. Giáo hội đang cần sự tiến bộ để theo kịp những trào lưu tân tiến.
Nhà báo Francis Mayor viết: (tóm ý) Khi hỏi giáo chủ Gioan XXIII về cộng đồng Vatican II rằng: Chương trình ra sao? Khi nào khai mạc? Thì được trả lời "Để xem Chúa bảo sao đã"...
Năm 1959, Giáo hoàng Gioan XXIII đã liên tiếp công bố 4 Thông điệp: Ad Petri Cathedram (29 tháng 6), trong đó nói đến mục đích của cộng đồng là đẩy mạnh đức tin, canh tân phong hóa, thích ứng các kỷ cương giáo hội với trình độ tiến hóa hiện đại; Sacerdotii nostri Primordia (1 tháng 8) về chức Linh mục; Grata Recordatio (26 tháng 9) về việc đọc kinh mân côi; và đặc biệt thông điệp Princeps Pastorum (28 tháng 11) nói về công cuộc truyền giáo, đặt hy vọng có nhiều tiến triển trong ngành này. Ngày 14 tháng 12 năm 1959 ông tấn phong thêm 8 vị vào hồng y đoàn.
Năm 1960, ngoài việc triệu tập công đồng giáo phận Roma. Ngày 28 tháng 3 ông đặt thêm 7 vị hồng y (và 3 vị in pector), trong số này có ba vị ở xứ truyền giáo 1 Nhật Bản, 1 Philippines và 1 Tanganyika.
Ngày 8 tháng 5, ông đích thân tấn phong 14 Giám mục thừa sai. Nhiều hàng giáo phẩm địa phương được thiết lập trong các năm 1960 - 1962.
Ngày 24 tháng 11 năm 1960, một biến cố lớn đối với Giáo hội Việt Nam, khi Giáo hoàng Gioan XXIII ban tông hiến Venerabilium Nostrorum, thiết lập phẩm trật Hội thánh tại Việt Nam.
Tông hiến được công bố ngày lễ Đức Mẹ Vô Nhiễm Nguyên Tội (8 tháng 12), chia Giáo hội Việt Nam thành ba giáo tỉnh: Hà Nội, Huế, Sài Gòn, mỗi Giáo Tỉnh gồm nhiều giáo phận. Cũng tông hiến này thành lập ba giáo phận mới là Đà Lạt, Mỹ Tho và Long Xuyên. Đứng đầu mỗi giáo tỉnh là một tổng Giám mục, và mỗi giáo phận là một Giám mục chính tòa.
Ngày 5 tháng 6 năm 1960 nhân lễ Chúa Thánh Thần hiện xuống, ông công bố tự sắc Superno Dei Nutu tuyên bố chấm dứt giai đoạn "tiền chuẩn bị" và mở đầu giai đoạn chuẩn bị, đặt ra 10 ủy ban chuẩn bị đến sau thêm 2 ủy ban.
Mỗi ủy ban và văn phòng đều có một hồng y làm chủ tịch; tất cả các công việc được tập trung và điều hành bởi một ủy ban trung ương, do chính ông đứng đầu và Giám mục Felici làm thư ký.
Năm 1961, ông đặt thêm 4 vị hồng y mới (16 tháng 1). Ngày 25 tháng 12, ông công bố tông hiến Humanae Salutis ấn định Công đồng sẽ triệu tập trong năm 1962.

### Khai mạc cộng đồng
Ngày 2 tháng 2 năm 1962, ông ra Tự sắc Concilium, ấn định ngày khai mạc cộng đồng là ngày lễ Đức Mẹ Thiên Chúa (11 tháng 10). Ngày 22 tháng 2, tông hiến Veterum Sapientia được ban hành nhằm chấn hưng việc học và dùng tiếng La Tinh trong các chủng viện.
Ngày 19 tháng 3, Giáo hoàng tấn phong thêm 10 hồng y nâng con số hồng y lên 87 vị. Ngày 1 tháng 7 ông ban bố một thông điệp dạy làm việc sám hối cầu nguyện cho Cộng đồng và ngày 6 tháng 8 ông ký tự sắc Appropiquante Concilio ấn định bản quy luật cộng đồng thành lập đoàn chủ tịch gồm 10 hồng y.
Trong thông điệp 11 tháng 9 năm 1962, trước cộng đồng một tháng, ông nói tới việc: "quét sạch bụi bặm trên khuôn mặt Giáo hội" và khẳng định "Giáo hội phải là Giáo hội của người nghèo". Tháng 10 năm 1962 Giáo hoàng Gioan ngỏ lời trước một Hội đồng gồm 2500 Giám mục đến từ mọi nơi trên thế giới về họp Cộng đồng sắp tới.
"Người kế vị khiêm hạ của thủ lĩnh các tông đồ đang nói với chư huynh, người cuối cùng theo thời gian bằng cách triệu tập hội nghị quan trọng này muốn đưa ra một khẳng định mới về huấn quyền giáo hội luôn luôn sống động và sẽ tiếp tục cho đến tận cùng thời gian. Nhờ cộng đồng, kể cả những sai lầm, những nhu cầu và những khả năng của thời đại chúng ta, huấn quyền này sẽ được trình bày hôm nay một cách ngoại thường cho tất cả mọi người sống trên Trái Đất (...).Điều rất quan trọng đối với công đồng đại kết chính là kho tàng thánh của giáo lý Kitô giáo được gìn giữ và được trình bày một cách hữu hiệu hơn.
Trong những công việc thường ngày của văn phòng mục vụ, nhiều khi chúng ta phải lắng nghe những lời của những người đầy nhiệt huyết mà một số người cho là quá buông lỏng và hư hỏng. Chúng ta tin là chúng ta sẽ có những bất đồng ý kiến về những điều được đem ra bàn cãi.. Trong hiện tại, Thiên Chúa quan phòng đang hướng dẫn chúng ta đến một trật tự mới trong niềm cảm thông giữa những con người đang nỗ lực thi hành những kế hoạch của Thiên Chúa, dù có những khác biệt giữa con ngưởi, ý kiến chung vẫn đưa dẫn đến những điều tốt đẹp cho Giáo hội".
Các Giám mục bảo thủ hăng hái lên án những sai lầm trong thời đại mới. Nhưng Giáo hoàng Gioan XXIII có những ý kiến mới mẻ: "Giáo hội luôn chống lại những sai lầm."
Giáo hoàng Gioan XXIII nói rất ít trong bài diễn văn khai mạc, nhưng ông luôn can thiệp khi có những bế tắc.

### Diễn biến của công đồng
Tài liệu đầu tiên về Mặc Khải (Revelation) bị số đông các Giám mục loại bỏ, nhưng không đủ túc số để gạt bỏ hoàn toàn. Chính Giáo hoàng Gioan XXIII là người đã chỉ thị xem xét lại toàn bộ. Điều này làm cho số đông Giám mục phải bắt đầu lại từ sơ khởi với một nhóm chuyên viên mà có vài vị đã bị Vatican kiểm duyệt, như Karl Rahner, Yves Congar, Henri de Lubac và John Courtney Murray.
Mười hai ủy ban chuẩn bị được thành lập đã soạn thảo tất cả 70 lượt đồ. Trong số 3.070 nghị phụ được mời, thì 2.427 vị thuộc 134 quốc gia đã có mặt ngày khai mạc 11 tháng 10 năm 1962 (49 vị thuộc các nước theo Xã hội Chủ nghĩa) ngoài ra còn có 460 chuyên viên Thần học. Số quan sát viên các Giáo hội Kitô khác ban đầu có 31 sau lên đến 93 vị vào cuối cộng đồng. Số giáo dân dự thính là 36 trong đó có 7 phụ nữ.

## Phong trào Đại kết
Giáo hoàng Gioan XXIII còn là người mở đường cho phong trào đại kết, tái hợp nhất mọi Kitô Hữu.
Vào đầu thế kỷ mười chín, sự lưu tâm mạnh mẽ đến vấn đề đại kết được phát sinh trong công cuộc truyền giáo của Tin Lành. Họ thấy thật dại dột và hổ thẹn khi các giáo phái Kitô giáo khác nhau lại tranh giành các lãnh thổ truyền giáo. Các tổ chức nổi tiếng như "Faith and Order" (1925) và "Life and Work" (1927) cố gắng đem người Tin Lành lại với nhau trên phương diện học thuyết và phục vụ. Vào năm 1948, các tổ chức này kết hợp thành tổ chức duy nhất "World Council of Churches".
Giáo hội Công giáo vẫn đứng tách biệt không dính dáng gì đến sinh hoạt đại kết này, vì cho rằng những người Tin Lành phải giải quyết các mâu thuẫn của họ trước khi thảo luận về sự tương giao với Giáo hội Công giáo. Các Giáo hoàng tiền nhiệm cho rằng Chúa Giêsu chỉ thiết lập một đức tin và một giáo hội thực, là Giáo hội Công giáo.
Trong khi không từ chối tính cách độc đáo của Giáo hội Công giáo, Giáo hoàng Gioan XXIII nhận thức rằng tín đồ Công giáo phải đến với các Kitô Hữu khác và cộng tác với họ để tìm kiếm sự hiệp nhất mà Chúa Giêsu đã mong muốn cho dân của mình. Giáo hoàng đặc biệt yêu quý Giáo hội Chính Thống giáo, vì ông từng là đại diện của Giáo hoàng ở vùng Cận Đông. Khi đến lúc triệu tập công đồng, Giáo hoàng Gioan XXIII đã mời các quan sát viên từ mọi truyền thống Kitô Giáo, và đón nhận các ý kiến cũng như suy tư của họ về diễn tiến của công đồng.
Ngày 29 tháng 1 năm 1959, Giáo hoàng Gioan XXIII tuyên bố rằng: 
"Chúng ta không lập phiên tòa xét lịch sử, không xem xét ai đúng ai sai. Mọi người đều có phần trách nhiệm. Tôi chỉ nói: Hãy cùng nhau ngồi lại, hãy thôi đừng chia cắt nữa...". Bởi vì "Xét cho cùng những gì đoàn kết chúng ta lại vẫn lớn hơn những gì chia cắt chúng ta".
Ngày 5 tháng 6 năm 1960, văn phòng "Hiệp nhất Kitô-hữu" được thành lập. Trước ngày khai mạc công đồng Vatican II, nhiều buổi tiếp kiến giữa Giáo hoàng và những nhân vật quan trọng của Tin Lành diễn ra, chẳng hạn như:
- Ngày 2 tháng 12 năm 1960, Giáo hoàng Gioan XXIII tiếp kiến một giáo chủ Anh giáo là tiến sĩ Fisher
- Ngày 5 tháng 5 năm 1961, ông tiếp kiến nữ hoàng Anh Quốc là Elizabeth II
- Ngày 23 tháng 11 năm 1961, Giáo hoàng tiếp kiến mục sư Arthur Lichtenberger, giáo chủ giáo hội Episcopalian Hoa Kỳ.

Ngày 11 tháng 11 năm 1961, ông ban bố thông điệp Aeterna Dei Sapientia mời gọi sự hiệp nhất của các Ky-tô hữu. Năm 1964 sắc lệnh "Đại kết" của Vatican II được chấp thuận (2137/2148 thuận), cổ vũ đối thoại để hiểu giáo lý của nhau, cầu nguyện chung và hợp tác trong những việc hợp với lương tâm như việc bác ái.
Ngày 15 tháng 5 năm 1961, Giáo hoàng Gioan XXIII đã ban bố thông điệp Mẹ và Thầy trong đó có đoạn: 
| “                       | Giáo hội hôm nay phải đương đầu với một trách nhiệm lớn lao: đem sắc thái nhân bản và Kitô giáo vào trong nền văn minh hiện đại, sắc thái nền văn minh này đòi hỏi nhằm lợi ích phát triển và tồn tại. Giáo hội chu toàn trách vụ ấy, đặc biệt nhờ các tín hữu, những người cảm thấy mình dấn thân vào việc thực hiện những hàng động nghề nghiệp như là một dịch vụ, một nghĩa vụ mà họ thực hiện trong sự kết hiệp mật thiết với Thiên Chúa, trong Đức Kitô, để làm vinh danh Người. | ” |
| — Thông điệp Mẹ và Thầy | |   |

Ngoài ra, ông cũng đã tìm cách liên lạc lại với giáo hội Trung Hoa.

## Hoạt động xã hội

### Thông điệp Hòa bình trên Trái Đất
Năm 1959, Giáo hoàng Gioan XXIII cổ vũ những phong trào tín hữu ưu tiên phục vụ công tác xã hội. Học thuyết xã hội của Giáo hội đã được bổ sung bằng thông điệp "Hòa bình trên Trái Đất" của ông và được công bố vào ngày 11 tháng 4 năm 1963 gửi cho tất cả mọi người có thiện ý, nhấn mạnh đến nhân quyền, chống mọi hình thức kỳ thị và đặc quyền đặc lợi, lên án khái niệm "chiến tranh chủ nghĩa". Trên gường bệnh ông đọc sứ điệp cuối cùng trong đó có nêu: 
Bình luận về thông điệp "Pacem in terris", ông U Thant, người Miến Điện, cũng là Tổng thư ký Liên Hợp Quốc nói:
| “         | Tôi hết sức sung sướng và cảm xúc khi đọc bản thông điệp "Pacem in Terris", một thông điệp gửi cho toàn thể nhân loại bất phân tôn giáo, chủng tộc. Nhân dịp này tôi xin phép dâng lên Giáo hoàng Gioan XXIII tấm lòng tôn kính của tôi vì ông đã hết sức khôn ngoan, sáng suốt và không ngừng hoạt động cho hòa bình và cho sự tồn tại của nhân loại. | ” |
| — U Thant | |   |

### Giải thưởng Hòa Bình Balzan
Ông được nhận giải thưởng hòa bình Balzan. Ngày 1 tháng 3 năm 1963, Hội đồng tặng giải thưởng Hòa Bình Balzan gồm 37 thành viên thuộc 21 quốc tịch quyết định tặng giải Hòa Bình cho Giáo chủ (trong hội đồng có 4 thành viên Liên Xô, cả bốn vị đều nhất trí bỏ phiếu cho Giáo hoàng Gioan XXIII).
Hội đồng ra tuyên bố tặng giải Hòa Bình cho ông: 
1. Vì hòa bình giữa mọi người và giữa các dân tộc, do sự quan tâm không biết mệt mỏi của Giáo chủ để góp phần duy trì những quan hệ hòa bình giữa các nước, bằng cả những lời kêu gọi hòa bình gửi đến thiện chí của mọi người lẫn những hành động về ngoại giao mới đây.
2. Vì tình huynh đệ giữa người với người và giữa các dân tộc, do sự đóng góp lớn lao của Giáo chủ cho tình huynh đệ ấy; cách riêng trong năm qua Giáo chủ đã mời đại diện các Giáo hội Kitô giáo khác; Chính thống và Tin lành đến dự và đặc biệt tham gia sinh hoạt Công đồng.
3. Làm như thế, Giáo chủ đã khiến các tín hữu của các Giáo hội đó cũng như của Giáo hội Công giáo có một thái độ hiểu biết lẫn nhau cao hơn và đưa lại những hậu quả vừa nhiều vừa quan trọng.
4. Giáo chủ đã thiết lập những sự giao tiếp mở rộng ra ngoài cả Cộng đồng Kitô giáo.

Chỉ trong vòng bốn năm của triều đại ông, Giáo hoàng Gioan XXIII đã tiếp kiến hơn 30 nhà lãnh đạo các quốc gia, nghĩa là hơn cả cố Giáo hoàng Piô XII trong suốt 19 năm trời.

## Qua đời

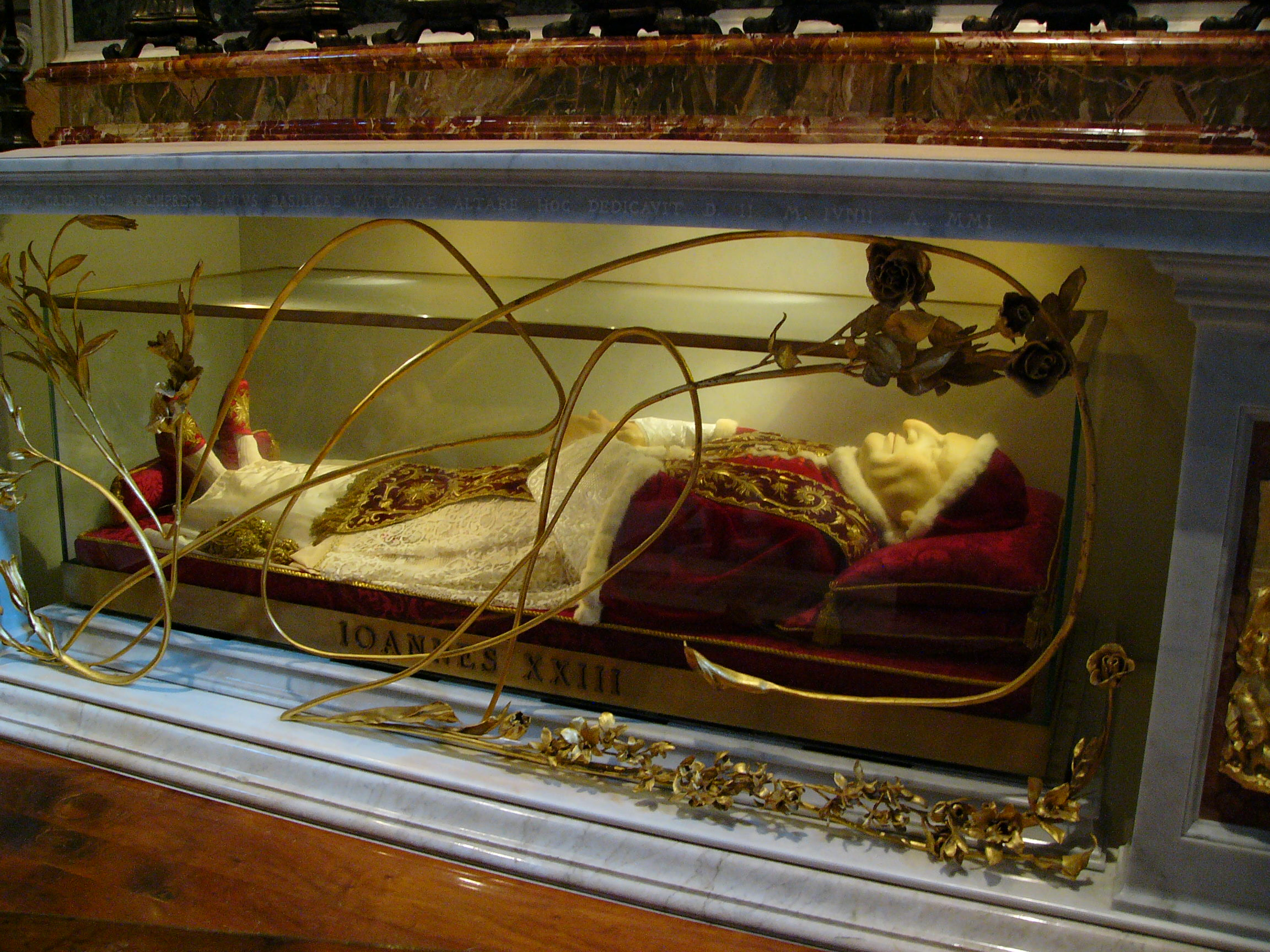
Thi hài Đức Giáo hoàng Gioan XXIII.

Bắt đầu tổ chức Công đồng, Giáo hoàng Gioan XXIII đang bị bệnh ung thư ruột và trong những tháng cuối cùng thật là khốn khổ. Tuy vậy ông đi cho đến đoạn đường cuối cùng trong cái vui hài hước và khiêm nhường: 
| “                        | Hành trang đã sẵn và tôi sắp phải lên đường. | ” |
| — Giáo hoàng Gioan XXIII |                                              |   |

Suốt một tháng, toàn thế giới theo dõi cơn hấp hối của Giáo hoàng Gioan XXIII, cho tới khi ông qua đời ngày 3 tháng 6 tại Rôma, Ý. Ông hưởng thọ 82 tuổi và được mai táng trong hầm mộ Vương cung thánh đường Thánh Phêrô tại Rôma.
Trong chúc thư của mình, ông viết: 
Trong những lời chia buồn gửi về Vatican người ta nhận thấy có điện văn của Tổng thống Hoa Kỳ, Tổng thống Pháp, Nữ hoàng Elizabeth II và của ông Cút-xếp, một lãnh tụ của Cộng sản Quốc tế. Ngoài ra Tổng thu ký Liên Hợp Quốc và nhiều lãnh tụ của Phật giáo, Tin Lành, Chính Thống giáo Đông phương,... than tiếc thế giới vừa mất đi một vĩ nhân và một người lãnh đạo đầy nhân hậu.

## Phong chân phước và phong thánh
Vì ông là một người Dòng Ba Phanxicô, nên tiến trình phong thánh cho ông được các tu sĩ Phanxicô xúc tiến. Chỉ trong vòng vài năm ngắn ngủi, ông được toàn thế giới ngưỡng mộ và được tất cả mọi người thương tiếc.
Báo La Croix số ra ngày 5 tháng 6 năm 1963 đã đánh giá về Giáo hoàng Gioan XXIII 
| “              | Nhiệm kỳ Giáo chủ ngắn ngủi này đã được bù lại bằng sự cô đọng sâu sắc. Trong thời kỳ đó, Giáo hội được hình dung bằng một hình ảnh mới, ít là với người ngoài Giáo hội. Giáo hội không còn là một pháo đài kiên cố, sừng sững trên nền đá, hãnh diện về thành lũy bất khả xâm phạm, chằng chịt những lệnh cấm và hàng rào phòng thủ, chỉ thích che chở cho những ai yên thân sống ở trong... Ngày nay Giáo hội xuất hiện như một con tàu, mà quê hương chân thật là sự thân thương với gió khơi, sóng nước và sao trời, để nối liền tình huynh đệ giữa những bến gần bờ xa... Nhờ Đức Gioan XXIII, người đời biết được rằng, sự thật mà ở bên ngoài lòng yêu mến thì không phải từ Thiên Chúa. | ” |
| — Báo La Croix | |   |

Ông được phong Chân Phước năm 2000 ở Quảng trường Thánh Phêrô, Vatican. Kể từ thời Giáo hoàng Piô X, ông là vị Giáo hoàng đầu tiên được phong chân phước. Thi hài của ông, được giữ trong quan tài bằng đồng và kín dày, đã được đưa ra trưng bày cho tín hữu kính viếng, vào ngày Lễ Hiện Xuống, mùng 3 tháng 6 năm 2001, đúng với ngày kỷ niệm Giáo hoàng Gioan XXIII qua đời.
Như đã xảy ra đối với hai Piô XI và Piô XII, Chân phước Giáo hoàng Gioan XXIII, sẽ không được chôn trong hầm dưới Vương cung thánh đường Thánh Phêrô, nơi chôn cất của nhiều vị Giáo hoàng, nhưng sẽ được đặt bên dưới Bàn Thờ Thánh Giêrôme, nơi phía bên phải của gian chính giữa Vương cung thánh đường, gần nơi tượng Thánh Phêrô bằng đồng.
Ngày 16 tháng 1 năm 2001, ngôi mộ của Giáo hoàng Gioan XXIII đã được khai mở, trước sự hiện diện của Hồng y Angelo Sodano, quốc vụ khanh Tòa Thánh, của Tổng Giám mục Leonardo Sandri, phụ tá quốc vụ khanh, và của Hồng y Virgilio Neo, kinh sĩ trưởng của Vương cung thánh đường Thánh Phêrô, để nhận thực thân xác của Giáo hoàng Gioan XXIII. Và trong dịp nầy, các chứng nhân đã xác nhận là gương mặt của Giáo hoàng Gioan XXIII còn nguyên vẹn, không bị hư đi.
Lễ tuyên thánh cho hai Chân phước Giáo hoàng Gioan XXIII và Gioan Phaolô II đã được cử hành bởi đương kim Giáo hoàng Phanxicô (cùng với Nguyên Giáo hoàng Bênêđictô XVI) vào Chủ nhật, ngày 27 tháng 4 năm 2014 tại Quảng trường thánh Phêrô, Vatican.